# Озеро (Сватівський район)
О́зеро — село в Україні, у Троїцькій селищній громаді Сватівського району Луганської області. Населення становить 2 особи. Орган місцевого самоврядування — Воєводська сільська рада.

## Населення

### Мова
Розподіл населення за рідною мовою за даними перепису 2001 року:
| Мова       | Кількість | Відсоток |
| ---------- | --------- | -------- |
| українська | 1         | 50%      |
| російська  | 1         | 50%      |
| Усього     | 2         | 100%     |